# Lottery Fever
Lottery Fever (titulado La fiebre de la Lotería en Hispanoamérica y Fiebre lotera en España) es el primer episodio de la décima temporada de padre de familia. Fue estrenado en Fox en los Estados Unidos el 25 de septiembre de 2011. El episodio muestra a la familia Griffin después de ganar la lotería, gastando el dinero, sin considerar comenzar a ahorrar. Peter se vuelve hambriento de poder, y exige que Quagmire y Joe que realicen tareas para él, para prestarles dinero en uno de sus proyectos.
El episodio fue escrito por Andrew Goldberg y dirigido por Greg Colton. El episodio recibió críticas mixtas de los críticos por su guion, y muchas referencias culturales. De acuerdo con los índices de audiencia de Nielsen, fue visto en 7.69 millones de hogares en su emisión original. El episodio contó con las actuaciones especiales de Randy Crenshaw, Judy Greer, Christine Lakin, Chris O'Dowd, Tara Strong y Tatasciore Fred, junto con varios actores invitados recurrentes de voz para la serie.

## Argumento
La familia Griffin comenzar a vivir con un presupuesto estricto. Una historia de las noticias locales de la lotería influye a Peter para comprar un billete con la esperanza de que él va a ganar y tener a la familia en una mejor plataforma financiera. Peter le revela a su familia que ha comprado varios miles de billetes de lotería, admitiendo que él ha tomado una segunda hipoteca sobre la casa para poder comprarlos. Después de ver los resultados de la lotería de esa noche, descubren que han ganado el premio mayor de la lotería, y canjean sus ganancias. La familia no puede decidir cómo se debe gastar todo el dinero, a Lois no le gustaría que cambiara su estilo de vida. Desafiante, Peter decide comenzar a vivir lujosamente, y deja su trabajo.
Después de que Peter se compromete a invertir en proyectos de Quagmire, que implica el aumento del pene, Peter exige que él y Joe pasen el rato con él para devolverle el dinero, y realizar tareas al azar (incluyendo a Joe pidiendo Stevie Nicks  cantar tres canciones de Bonnie). Ambos comienzan a molestarse por las demandas que Peter exige y deciden abandonarlo poniendo fin a su amistad. Peter sigue gastando el dinero sin tener en cuenta que poco a poco se le agota. Finalmente Lois le advierte que está cambiando para peor, igual que los otros miembros de la familia. Peter le dice que ya no tienen que preocuparse por los gastos, y la obsequia un diamante, conquistándola. Después de ir a un restaurante al día siguiente, Peter descubre que su tarjeta de crédito ha sido rechazada, y su dinero ha desaparecido. Después de comprar más billetes de lotería, ganan otra vez, y luego lo vuelven a perder, la familia está angustiada por haber perdido su fortuna, más tarde ese día, Peter vuelve al bar local para reparar su amistad con Joe y Quagmire. Él admite que el dinero le hizo olvidar quiénes son sus verdaderos amigos;. Quagmire y Joe aceptan sus disculpas, y le ofrecen dinero de la inversión que él les había dado y luego regresan a vivir cómodamente en su casa de Quahog, a pesar de que continúa deprimido por tener todo y perderlo. 

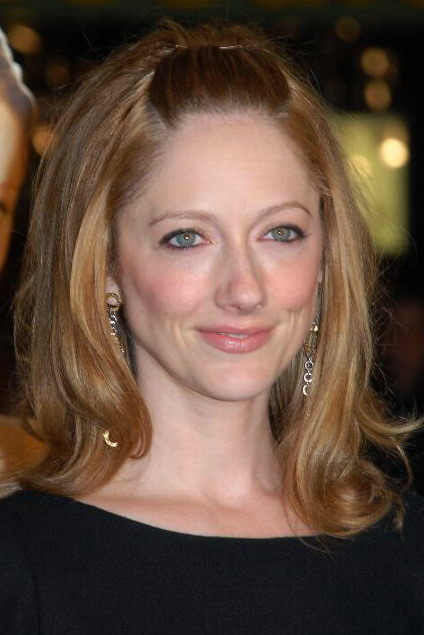
Judy Greer invitada en el episodio.

## Producción y desarrollo
El episodio fue anunciado por primera vez el 27 de julio de 2011, durante un "sorteo" organizado por 20th Century Fox. Se informó que el ganador del sorteo recibiría $3,000, así como el anuncio del nombre del ganador durante el estreno del episodio en los Estados Unidos. Fue dirigido por el habitual de la serie Greg Colton, quien previamente había dirigido varios de los episodios de Road to..., incluyendo los episodios ganadores del premio Emmy "Road to the Multiverse" y "Road to the North Pole". El episodio fue escrito por el habitual de la serie Andrew Goldberg, quien se unió al programa en su sexta temporada. Los habituales de la serie Peter Shin y James Purdum se desempeñaron como directores supervisores, con Andrew Goldberg, Alex Carter, Spencer Porter, Anthony Blasucci, Mike Desilets y Deepak Sethi como guionistas del episodio. El compositor Walter Murphy, quien ha trabajado en la serie desde sus inicios, regresó para componer la música de "Lottery Fever". El episodio se estrenó por primera vez en una proyección anticipada en Chicago, Illinois, en el Kerasotes Theatre.
Además del elenco regular, los actores de voz Randy Crenshaw, la actriz Judy Greer, la actriz Christine Lakin, el comediante Chris O'Dowd, la actriz de voz Tara Strong y el actor de voz Fred Tatasciore participaron como invitados en el episodio. Los actores de voz recurrentes Alexandra Breckenridge, el actor de voz John G. Brennan, el guionista Danny Smith, el guionista Alec Sulkin y el guionista John Viener tuvieron apariciones menores. El actor de voz recurrente Adam West hizo otra aparición en este episodio.